# Kanton Saint-Mars-la-Jaille
Der Kanton Saint-Mars-la-Jaille war bis 2015 ein französischer Wahlkreis im Arrondissement Ancenis, im Département Loire-Atlantique und in der Region Pays de la Loire; sein Hauptort war Saint-Mars-la-Jaille.

## Gemeinden
Der Kanton Saint-Mars-la-Jaille umfasste sechs Gemeinden:
| Gemeinde                 | Bretonisch             | Einwohner (2012) | Fläche (km²) | Code postal | Code Insee |
| ------------------------ | ---------------------- | ---------------- | ------------ | ----------- | ---------- |
| Bonnœuvre                | Banvre                 | 558              | 15,66        | 44540       | 44017      |
| Maumusson                | Malvegon               | 1025             | 24,56        | 44540       | 44093      |
| Le Pin                   | Ar Bineg               | 792              | 24,95        | 44540       | 44124      |
| Saint-Mars-la-Jaille     | Sant-Marzh-an-Olivenn  | 2427             | 20,06        | 44540       | 44180      |
| Saint-Sulpice-des-Landes | Sant-Suleg-al-Lanneier | 677              | 30,78        | 44540       | 44191      |
| Vritz                    | Gwerid                 | 765              | 32,89        | 44540       | 44219      |
| Kanton                   |                        | 6244             | 148,90       | -           | 4438       |